# Victoria Zdrok
Victoria Zdrok (nacida como Victoria Nika Zelenetskaya (Виктория Зеленетская) el 3 de marzo de 1973 en Kiev, Ucrania) es una modelo y actriz pornográfica, además de abogada y escritora ucraniana. Fue elegida como Playmate por la revista Playboy en octubre de 1994. En junio de 2002 logró ser pet del mes de la revista Penthouse y posteriormente en 2004 fue Pet del año. Además de destacarse por su físico, Zdrok ha hecho valer los logros de su intelecto como abogado y terapeuta sexual.

## Estudios y carrera profesional
Victoria es hija de un reportero gráfico y una profesora universitaria. A temprana edad, con sólo 9 años, dio muestras de su conducta rebelde al destruir parte de su uniforme escolar durante una ceremonia patrocinada por el Estado en su colegio, hecho que quedó como un antecedente negativo en su registro estudiantil pero que, sin embargo, no fue un impedimento para que la muchacha integrara el primer grupo de estudiantes soviéticos en asistir de intercambio a los Estados Unidos en 1989, en el marco del programa de apertura (Glásnost) en el paulatino acercamiento entre la —en aquel entonces— Unión Soviética y los Estados Unidos. Con 16 años, Victoria ingresó al Pensacola Junior College, de donde se graduó y, con la firme determinación de sacar partido de su oportunidad y permanecer en América, contrajo matrimonio en 1990 con Alexander Zdrok, un reconocido abogado de Filadelfia que en aquel entonces tenía 37 años. Luego ingresó a la Universidad West Chester de Pensilvania de donde egresó como Bachelor en Artes.
La relación con su esposo se deterioró pronto y se separaron tras un par de años de matrimonio, separándose legalmente en 1996. En el intertanto, Victoria ingresó a estudiar derecho en la Escuela de Leyes de la Universidad de Villanova y después cursó un doctorado en Psicología Clínica en la Universidad de Drexel. Posteriormente, asistió a la escuela de Medicina de Nueva Jersey donde tomó cursos de terapia sexual.

## Modelo
Paralelamente a sus actividades académicas, la joven ucraniana encontró maneras de sacar provecho económico de su atractivo físico y pagar sus estudios trabajando como modelo part-time para folletos publicitarios y publicaciones locales en Filadelfia. En agosto de 1994, la revista Philadelphia magazine la nombró Best Beauty. Asistiendo a una convención de estudiantes de leyes en Chicago, Victoria fue descubierta por un "scout" (busca talentos) de Playboy y le sugirió postular como modelo del mes. Su esposo tomó fotografías, las envió a la publicación y en octubre de ese mismo año, su desnuda belleza apareció en el desplegable central de la afamada revista como "modelo del mes". Victoria aprovechó esta nueva oportunidad para establecer su carrera en el modelaje y firmó contrato con la agencia Click Modeling Agency..
Victoria pronto rompió relaciones con Playboy pues advirtió que posar para sus páginas no había dado un gran impulso a sus aspiraciones, aduciendo además poca transparencia en el proceso que coronó a Julie Lynn Cialini como Playmate del año en vez de ella, y decidió optar por independizarse en el modelaje para adultos. Más tarde, Zdrok reaparecería en las revistas para adultos, esta vez en la renombrada rival de Playboy, Penthouse magazine, como la "modelo del mes" de junio de 2002, y en 2004, llegó a ser Pet of the Year. Junto con Lynn Thomas y Alexandria Karlsen, son las únicas modelos eróticas estadounidenses que han posado para ambas revistas.

## Estrella porno
El título otorgado por Penthouse marcó un antes y un después en la carrera de Victoria Zdrok, que enarbolando su peculiar combinación de inteligencia e ideas liberales respecto a la sexualidad, optó por un estilo mucho más osado y explícito en el modelaje para adultos. En 1998 ya se había convertido en una de las primeras modelos "para adultos" en administrar su propio sitio de internet, planetvictoria.com (cerrado en 2011) donde se permitió explorar poses y situaciones más extremas, como fotografías de muy baja calidad, pero alto contenido erótico-fetichista donde por ejemplo posó orinando, masturbándose con objetos, se desnudó estando embarazada y, en lo que es tal vez su material más controversial, aparece fotografías y videos de alta tensión incestuosa junto a su hermana Tatiana.
Victoria Zdrok también ha incursionado en la pornografía hardcore en sesiones fotográficas donde tiene diversos tipos de contacto sexual no simulado con hombres (incluso prácticas de tipo sadomasoquista), aunque en ninguna de ellas practica el coito, y son mucho más recurrentes sus escenas de lesbianismo explícito. En su carrera pornográfica, Victoria ha aparecido en diversas publicaciones del medio, como Leg Show, Hustler's Taboo, Nugget, Club por nombrar sólo algunas que se caracterizan por sus poses explícitas (muy diferentes de la fotografía glamour de Playboy) con énfasis en la genitalidad. Nuevamente valiéndose de sus distinciones académicas como singularidad en el medio, en algunas sesiones posó con el seudónimo de Dr. Z (como cuando promovió en lanzamiento de su libro "Dr. Z on Scoring: How to Pick Up, Seduce and Hook Up with Hot Women" con fotografías de John J. Busick publicadas en la edición de julio/agosto de 2008 de Legworld magazine)

## Escritora
Como escritora, Victoria ha publicado una serie de libros sobre las relaciones entre ambos sexos y las técnicas de seducción para tener una vida afectiva y erótica más satisfactoria. Entre sus publicaciones se encuentran:
- Anatomy of Pleasure (Textstream, 2004)
- Him + Her: The Ultimate Guide to Your Lover (en conjunto con Tseverin Furey)(Sterling/Ravenous Publishing, 2008)
- Surrender: the couples' guide to the edge of pleasure (Sterling/Ravenous Publishing, 2008)
- Dr. Z on Scoring: How to Pick Up, Seduce and Hook Up with Hot Women (Simon & Schuster, 2008)
- The 30-day Sex Solution (en conjunto con Ph.D. John Wilson) (Adams Media Corp, 2011)